# Hangos hegyisáska
A hangos hegyisáska (Stauroderus scalaris) a sáskafélék családjába tartozó, Eurázsiában honos sáskafaj.

## Megjelenése
A hangos hegyisáska testhossza a hím esetében 17-21 mm, a nőstény 21-28 mm. Közepes termetű faj. Alapszíne zöldes, szürkés vagy vagy sárgásbarnás. Többnyire a fej, a torpajzs és a tor oldala zöldes, felső oldala pedig barnás. A torpajzs élei befelé megtörnek, hátrafelé széttartanak. A térd sötét, előtte a comb vége sárga vagy narancssárga színű. A sötét behintésű szárnyak a hím esetében egyértelműen túlérnek a hátsó térden, a nősténynél elérik a térdet. Az elülső szárnyon a mediális mező igen széles, a hímnél létrafokszerű mintázattal. 
Ciripelése jellegzetes: éneke lassan, rövid cirpelésekkel indul, majd átvált egy hosszú, kb. 15-30 másodperces strófába, melyet fél másodpercenként egy pillanatnyi szünet és azt követően egy magányos éles cirpelés tagol. Repülés közben a szárnyukkal is surrogva kerepelnek.

### Hasonló fajok
Leginkább a szélesszárnyú tarlósáskával téveszthető össze, de a többi Chorthippus-faj is hasonlít rá. 

## Elterjedése
Eurázsiában honos, a Pireneusoktól (bár Dél-Spanyolországban is ismert egy izolált állománya) egészen Kelet-Szibériáig. Főleg Dél-Európa hegyvidékein gyakori. Magyarországon az Északi-középhegységben fordul elő szórványosan, 500 m fölött.   

## Életmódja
Meleg, napos, félszáraz-száraz, zárt gyepekben, legelőkön él. Elsősorban füvekkel táplálkozik. 
Kifejlett egyedeivel júniustól októberig találkozhatunk. A nőstény a nyílt, növényzettel nem borított száraz talajba rakja petéit, akár ösvények, utak mentén. Az áttelelő petékből májusban kelnek ki a lárvák, amelyek négyszer vedlenek.

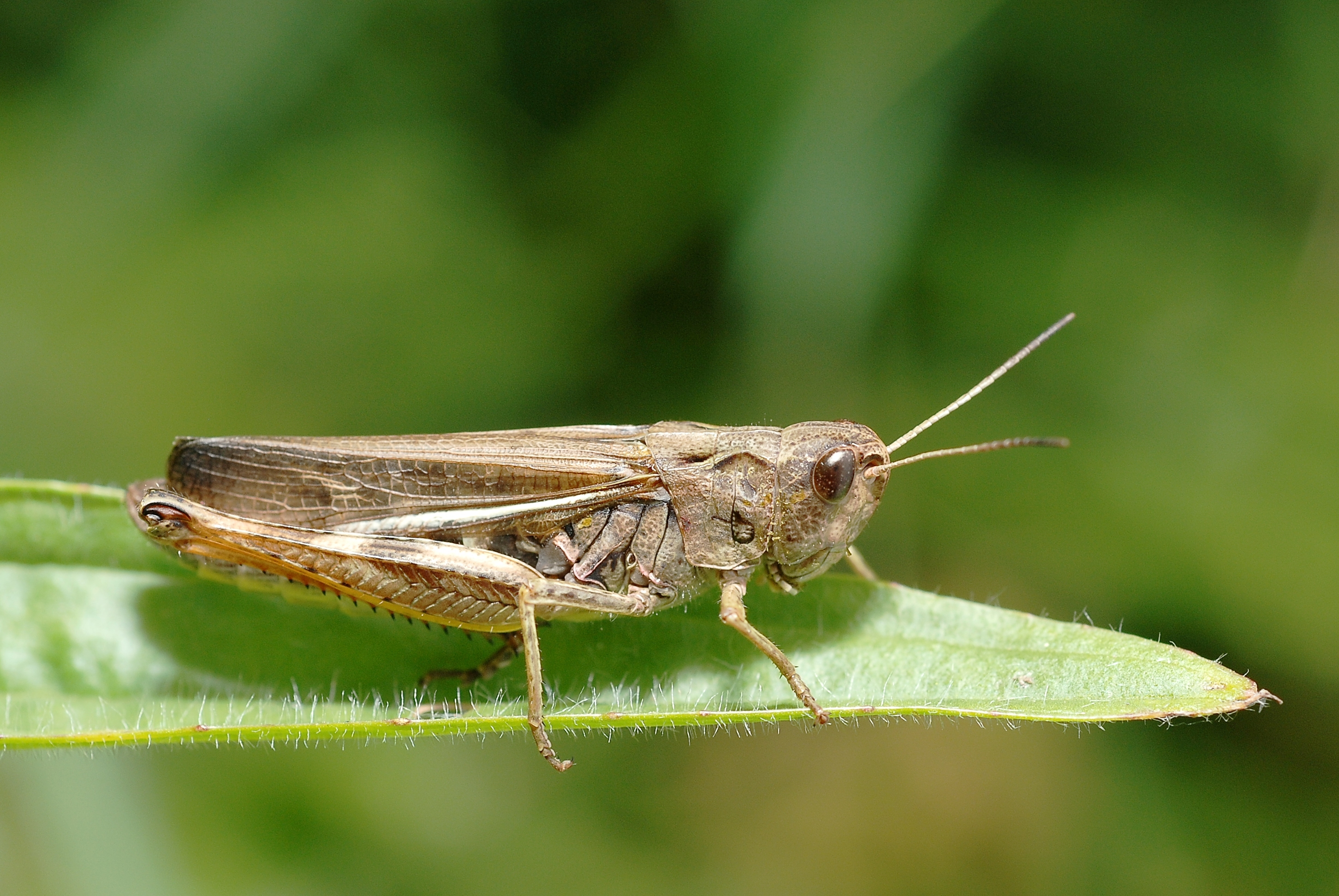
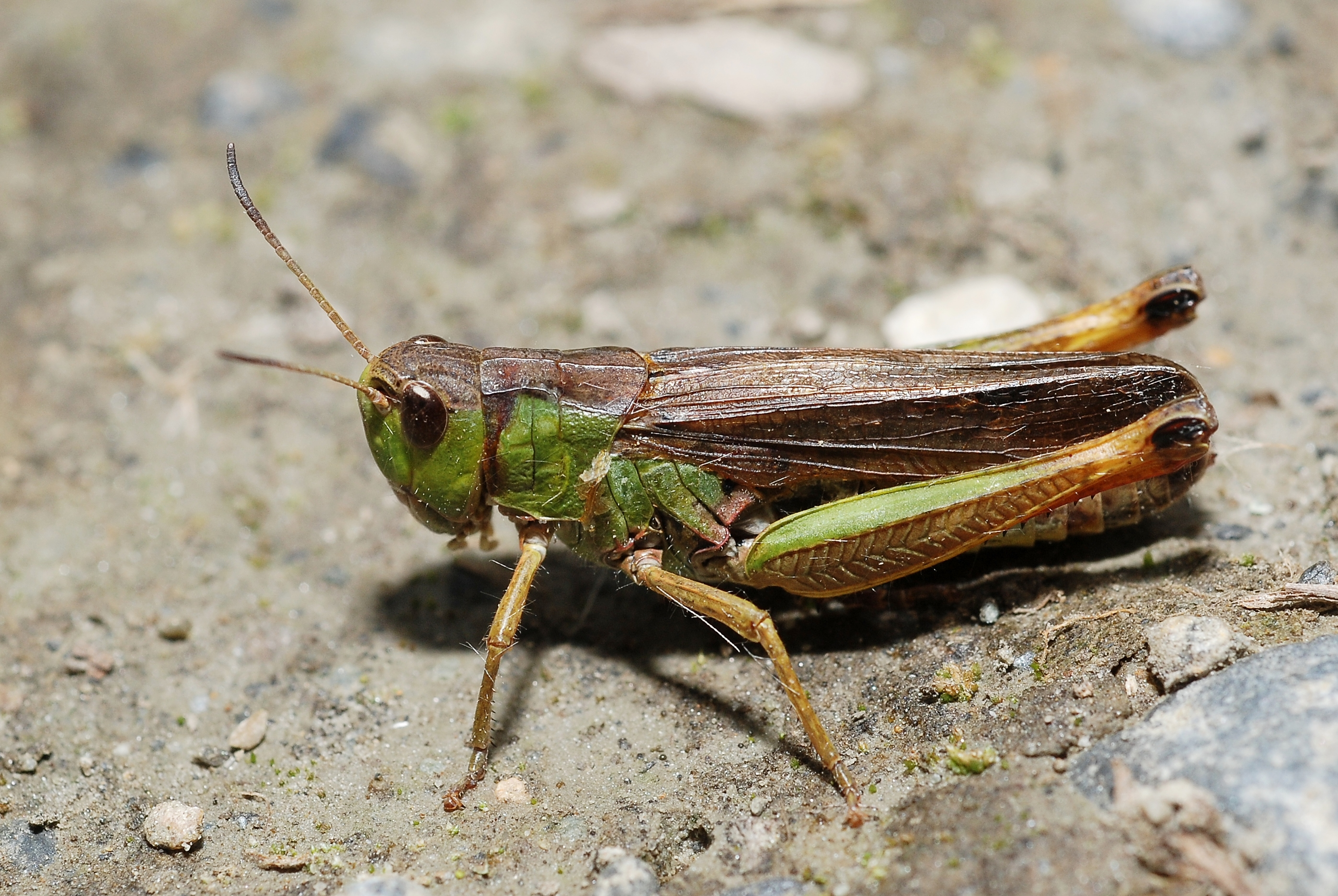
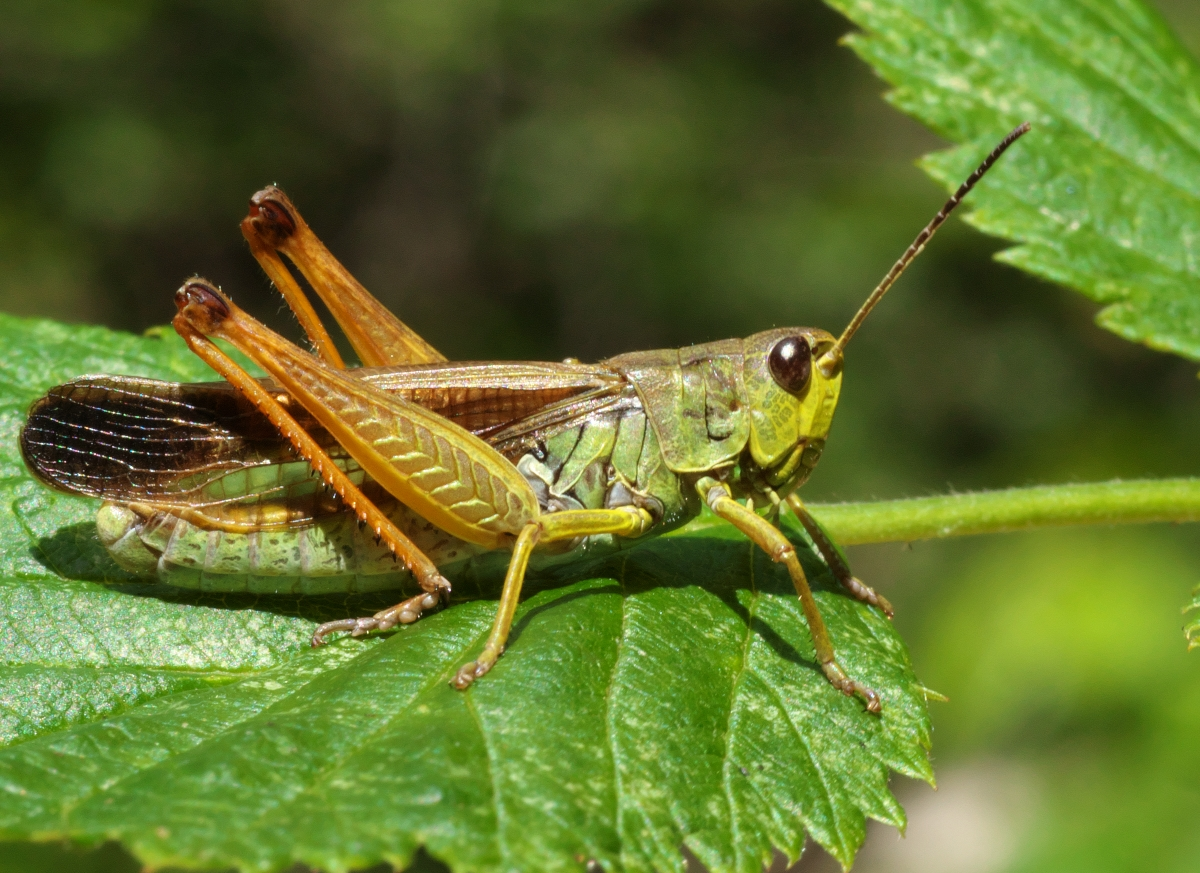
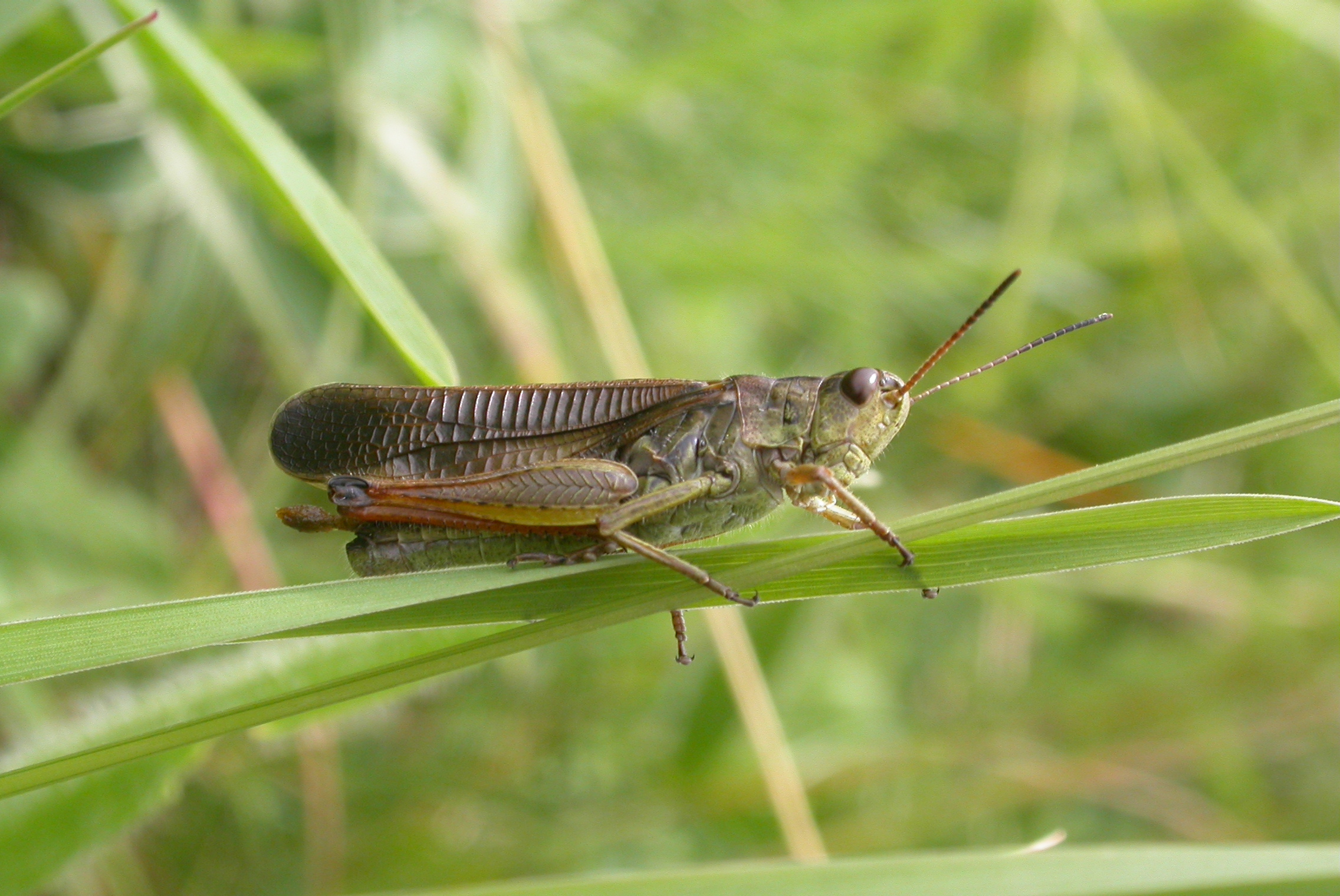

Magyarországon nem védett.